# Paul Virilio
Paul Virilio (París, 4 de enero de 1932 - ibídem, 10 de septiembre de 2018) fue un teórico cultural y urbanista conocido por sus escritos acerca de la tecnología y cómo ha sido desarrollada en relación con la velocidad y el poder, con diversas referencias a la arquitectura, las artes, la ciudad y el ejército.

## Introducción
Paul creció en la costa norte de Francia, en Bretaña. La Segunda Guerra Mundial lo marcó, dado que la ciudad de Nantes fue objetivo de la guerra Relámpago Germana, tomada como puerto de la marina alemana y bombardeada luego por aviones británicos y norteamericanos. Así, "la guerra fue su universidad". Luego de formarse en la École des Métiers d'Art, Virilio se especializó en el trabajo en vidrieras, y trabajó junto a Henri Matisse en iglesias de París. En 1950, se convirtió al cristianismo. Luego de ser reclutado por el ejército durante la guerra de la independencia de Argelia, Virilio estudió fenomenología con Maurice Merleau-Ponty en la Sorbona.
En 1958, Virilio llevó a cabo una investigación fenomenológica de la organización militar. Se interesó especialmente en la Muralla del Atlántico - los 15.000 búnker nazis construidos durante la II Guerra Mundial a lo largo de la costa francesa, diseñada para repeler un eventual asalto de los aliados. En 1963 comenzó a colaborar con el arquitecto Claude Parent y formó el grupo Príncipe Arquitectura. Entre el reducido grupo de participantes se encontraban los arquitectos François Seigneur y Jean Nouvel. Luego de participar en la revuelta de mayo de 1968, Virilio fue nombrado Profesor por los estudiantes de la Ecole Speciale d'Architecture. En 1973 se convirtió en Director de Estudios. Ese mismo año, Virilio comenzó a dirigir la revista L'Espace Critique. En 1975 co-organizó la exhibición Bunker d´Archeologie en el Museo de Artes Decorativas de París, una colección de textos e imágenes relativas a la Muralla del Atlántico. Desde esa época sus trabajos han sido ampliamente publicados, traducidos y antologizados.
En 1998 se retiró de la enseñanza y únicamente dictó seminarios intensivos en la Escuela Europea de Graduados. Sus últimos proyectos incluyen el trabajo con grupos sin hogar de París y la construcción del primer Museo del Accidente.

## Argumentos teóricos

### El "modelo de guerra"
Virilio desarrolló lo que llama el "modelo de guerra" de la ciudad moderna y la sociedad humana en general, y es el inventor del término 'dromología', que significa la lógica de velocidad que es la fundación de la sociedad tecnológica. Sus trabajos más destacados incluyen "Guerra y Cine", "Velocidad y Políticas" y "La bomba de la información", en las cuales argumenta, entre muchas otras cosas, que los proyectos militares y tecnológicos guían la historia.
Como otros teóricos culturales, rehúye a las etiquetas - incluidas "teórico cultural", aunque ha sido clasificado por otros dentro del posestructuralismo y posmodernismo. Algunos describen el trabajo de Virilio posicionado en el ámbito de lo 'hipermoderno'. La descripción parece adecuada, ya que Virilio trabaja mucho con los conceptos y artefactos del modernismo. Ha afirmado repetidamente sus afinidades con la fenomenología, por ejemplo, y ofrece críticas humanistas de los movimientos de arte modernistas como el Arte Futurista. A lo largo de sus libros, las discusiones políticas y teológicas del anarquismo, pacifismo y catolicismo reaparecen como influencias centrales de su enfoque autodenominado 'marginal' a la cuestión de la tecnología. Su trabajo ha sido comparado al de Marshall McLuhan, Jean Baudrillard, Gilles Deleuze y Félix Guattari, Jean-Francois Lyotard y otros, aunque muchas de estas asociaciones son problemáticas. Virilio se describe a sí mismo como un 'urbanista'.
Las predicciones de Virilio acerca de las 'logísticas de la percepción' - el uso de imágenes e información en la guerra en Guerra y Cine, 1984) - fueron tan acertadas que durante la Guerra del Golfo fue invitado a discutir sus ideas con los oficiales militares franceses. Mientras que Baudrillard afirmó (con gran difusión) que la (primera) Guerra del Golfo nunca sucedió, Virilio argumentó que lo que sucedió fue una "guerra mundial en miniatura".

## Conceptos clave

### El accidente integral
Virilio cree que la tecnología no puede existir sin la posibilidad de accidentes. Por ejemplo, la invención de la locomotora contenía también la invención de descarrilamiento. Ve el Accidente como un crecimiento más bien negativo del positivismo social y el progreso científico. Cree que el crecimiento de la tecnología, es decir, la televisión, nos separa directamente de los acontecimientos del espacio real y en tiempo real. En él se sugiere que perdemos la sabiduría de la vista de nuestro horizonte inmediato y complejo al horizonte indirecto de nuestro entorno disimulado. Desde este ángulo, el accidente puede ser mental descrito como una especie de "meteorito fractal" cuyo impacto se prepara en la oscuridad propicia, un paisaje de acontecimientos que ocultan colisiones futuras. Aristóteles afirmó que "no hay ciencia del accidente", pero Virilio no está de acuerdo, señalando la creciente credibilidad de los simuladores diseñados para escapar del accidente- que argumenta es una industria que nace de la unión profana de la ciencia y la post-Segunda Guerra Mundial el complejo militar-industrial.
En el huracán Katrina y los desastrosos acontecimientos que siguieron, ve un buen ejemplo de su concepto integral de accidente, lo que llevó a los ojos del mundo en un solo nexo de tiempo y lugar. De su artículo sobre Katrina, "Ah oui, ce méchant ventilación, ventilación qui siffle, siffle. Tout le monde regarde, c'est sur toutes les chaînes, c'est l'émission tout le monde parle. Et c'est tellement, tellement MOUILLE la bas". Traducción aproximada: "Oh sí, que mal viento, el viento que sopla, sopla. El mundo entero está mirando, está en todas las cadenas, es el programa del que el mundo está hablando. Y es tan, tan inundado, allí abajo".

### Dromología
La Dromología, "ciencia (o lógica) de la velocidad", es importante cuando se considera la estructura de la sociedad en relación a la guerra. «Quienquiera que controle el territorio lo posee. La posesión del territorio no es primordialmente un asunto de leyes y contratos, sino, primero y mayormente, un asunto de movimiento y circulación».

### Logística de la percepción
Durante la guerra contemporánea la logística no sólo implica el movimiento de personal, tanques, combustible y demás, también implica el movimiento de imágenes, tanto del campo de batalla como hacia él. Virilio se extiende sobre la creación de la cadena CNN y el concepto de "sabueso de noticias". El "sabueso" captura imágenes que envía a CNN, la que luego las transmitirá al público. Este movimiento de imágenes puede comenzar un conflicto (el autor usa el ejemplo del escándalo que siguió a una transmisión sobre Rodney King). La logística de la percepción también se relaciona con la transmisión televisiva de maniobras militares y las imágenes del conflicto que son vistas no solo por los televidentes en su casa sino también por el personal militar involucrado en el conflicto. El "campo de batalla" también existe como "campo de percepción".

### Guerra de movimiento
Para Virilio, la transición del feudalismo al capitalismo fue conducida primeramente no por políticas y tecnologías de producción de riqueza sino por mecanismos de guerra. Argumenta que la ciudad feudal, tradicionalmente fortificada, desapareció debido a la creciente sofisticación de las armas y las posibilidades bélicas. Para Virilio, el concepto de guerra de asedio se convirtió en una guerra de movimiento. En Speed and Politics, argumenta que la Historia progresa a la velocidad de sus avances armamentísticos.

### Críticas
Paul Virilio es uno de los autores criticados por abusar de conceptos científicos equivocadamente citados y de terminología sin sentido en la obra de Sokal y Bricmont, Imposturas intelectuales.

## Frases
La velocidad de la luz no transforma meramente el mundo. Se convierte en el mundo. La globalización es la velocidad de la luz. "La velocidad es el espacio del vehículo.

### Del autor
En español:
- La Máquina de Visión. Madrid: Cátedra. 1989. ISBN 9788437608846.
- La velocidad de liberación. Buenos Aires: Manantial. 1997. ISBN 9789875000087.
- Estetica de La Desaparicion. Barcelona: Anagrama. 1998. ISBN 9788433400925.
- La bomba informática. Madrid: Cátedra. 1999. ISBN 9788437617442.
- La inseguridad del territorio. Buenos Aires: La Marca. 1999. ISBN 9789508890337.
- La inercia polar. Madrid: Trama. 1999. ISBN 9788489239159.
- Cibermundo, ¿una politica suicida?: Conversación con Philippe Petit. Chile: Dolmén. 2000. ISBN 9789562013512.
- El procedimiento silencio. Buenos Aires: Paidós. 2001. ISBN 9789501265262.
- Amanecer crepuscular. Buenos Aires: FCE. 2003. ISBN 9789505575909.
- Arte Del Motor El: Aceleración Y Realidad Virtual. Buenos Aires: Manantial. 2003. ISBN 9789875000001.
- El Cibermundo: la política de lo peor (entrevista con Philippe Petit). Madrid: Cátedra. 2005. ISBN 9788437615745.
- Lo que viene. Madrid: Arena Libros. 2005. ISBN 8495897318.
- Velocidad y política. Buenos Aires: La Marca. 2006. ISBN 9789508891358.
- Ciudad Pánico, el afuera comienza aquí. Buenos Aires: Libros del zorzal. 2007. ISBN 9789871081981.
- Discurso sobre el horror en el arte con Enrico Baj. Madrid: Casimiro libros. 2010. ISBN 9788493837518.
- El accidente original. Madrid: Amorrortu. 2010. ISBN 9788461090297.
- La administración del miedo. Sevilla: Barataria. 2012. ISBN 9788492979257.
- El accidente del arte. New York: Semiotext (e), 2005.
- Arte y miedo. London: Continuum, 2003.

Otros idiomas
- Negative Horizon: An Essay in Dromoscopy. London: Continuum, 2005.
- Unknown Quantity. New York: Thames and Hudson, 2003.
- Ground Zero. London: Verso, 2002.
- Desert Screen: War at the Speed of Light. London: Continuum, 2002.
- Virilio Live: Selected Interviews.2001.
- A Landscape of Events. Cambridge: MIT Press, 2000.
- Strategy of Deception. London: Verso, 2000.
- Open Sky. London: Verso, 1997.
- Pure War. New York: Semiotext (e), 1997.
- Bunker Archaeology. New York: Princeton Architectural Press, 1994.
- Lost Dimension. New York: Semiotext (e), 1991.
- Popular Defense and Ecological Struggles. New York: Semiotext (e), 1990.
- War and Cinema: The Logistics of Perception. London: Verso, 1989.

### Sobre el autor
- Armitage, John, ed. Paul Virilio: From Modernism to Hypermodernism and Beyond. London: Sage, 2000.
- Redhead, Steve. Paul Virilio: Theorist for an Accelerated Culture. Edinburgh: Edinburgh University Press, 2004.
- Albarenga, Miguel- "La sociedad contemporánea en la óptica de Bauman y Virilio", Monografía, Montevideo, Facultad de Humanidades y Ciencias de la Educación, Psicosociología de las Instituciones, 2011.